# Major Hart River
Major Hart River är ett vattendrag i Kanada.   Det ligger i provinsen British Columbia, i den centrala delen av landet, 3 700 km väster om huvudstaden Ottawa.
Trakten runt Major Hart River är nära nog obefolkad, med mindre än två invånare per kvadratkilometer.